# Барышево (Ленинградская область)
Барышево (до 1948 — Паккола, Сеппяля, Пёллякяля, фин. Pakkola, Seppälä, Pölläkkälä) — посёлок в Гончаровском сельском поселении Выборгского района Ленинградской области.

## Название
Топонимы Пааккола и Пёлляккяля происходят от антропонимов.
По решению сессии Каукильского сельсовета зимой 1948 года деревне Пааккола выбрали новое наименование — Орловка. В июле 1948 года комиссия по переименованию присвоила деревне название Барышево с обоснованием: «в память младшего лейтенанта Барышева, погибшего под Кюляпааккола вблизи деревни Пааккола в 1944 году». Барышев Леонид Александрович 1925 года рождения, командир артвзвода 60-го артполка 92-й стрелковой дивизии, погиб 7 июля 1944 года и похоронен на берегу реки Вуокса.
Переименование было закреплено указом Президиума ВС РСФСР от 13 января 1949 года.

## История
Первое упоминание о поселении с названием Пёлляккяля на берегу Вуоксы, встречается в шведских налоговых переписных материалах за 1553 и 1554 годы.

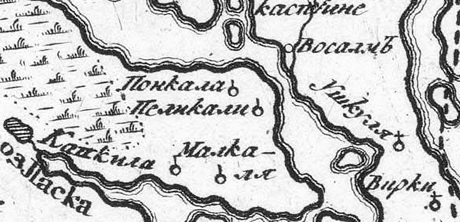
Пааккола (Понкала) и Пёлляккяля (Пеликали) на русской карте 1745 года

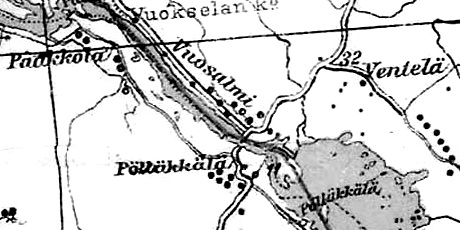
Деревни Пааккола и Пёлляккяля на финской карте 1923 года

До 1939 года деревня Пааккола входила в состав волости Эуряпяя Выборгской губернии Финляндской республики.
С 1 января 1940 года по 31 октября 1944 года — в составе Карело-Финской ССР.
С 1 июля 1941 года по 31 мая 1944 года — финская оккупация.
С 1 ноября 1944 года — в составе Каукильского сельсовета Яскинского района.
С 1 октября 1948 года — в составе Житковского сельсовета Лесогорского района.
С 1 января 1949 года учитывается административными данными как деревня Барышево. При укрупнении хозяйства к ней были присоединены соседние селения Сеппяля, Ояпелто и Пёлляккяля.
С 1 мая 1950 года — в составе Выборгского района.
В 1961 году население деревни Барышево составляло 377 человек.
Согласно данным 1966, 1973 и 1990 годов посёлок Барышево входил в состав Житковского сельсовета.
В 1997 году в посёлке Барышево Житковской волости проживал 331 человек, в 2002 году — 299 человек (русские — 86 %).
В 2007 году в посёлке Барышево Гончаровского СП проживали 292 человека, в 2010 году — 314 человек.

## География
Посёлок расположен в восточной части района на автодороге 41К-449 (подъезд к пос. Барышево).
Расстояние до административного центра поселения — 35 км.
Расстояние до ближайшей (недействующей) железнодорожной станции Житково — 20 км.
Посёлок находится на правом берегу реки Вуокса.

## Демография
| 2007 | 2010 | 2017 | 2021 |
| ---- | ---- | ---- | ---- |
| 292  | ↗314 | ↘285 | ↗342 |

## Фото

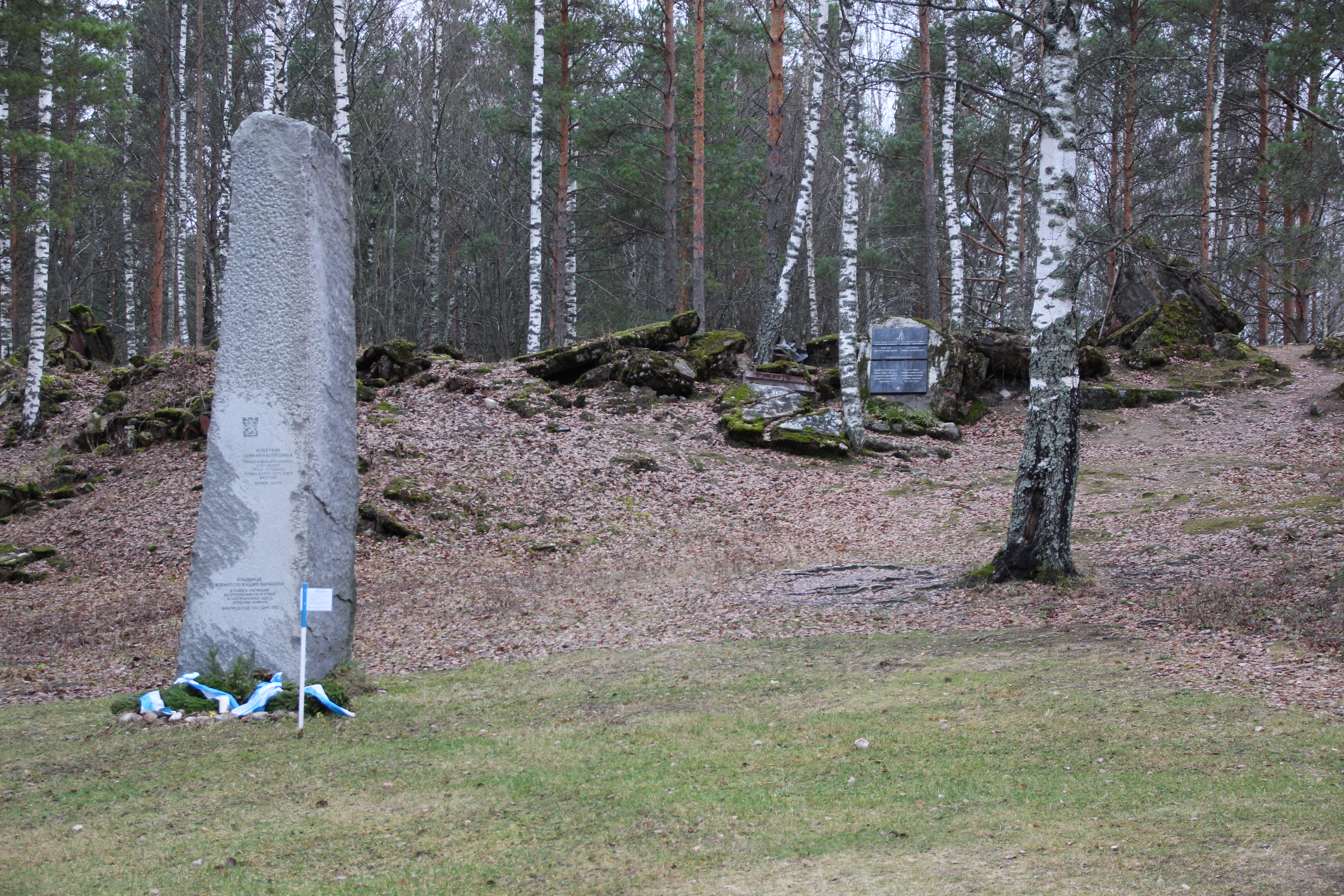
Памятный знак на месте церкви прихода Эюряпяя (Äyräpää). 2010 г.

## Улицы
1-й Речной проезд, 2-й Речной проезд, Алпеевская, Берёзовая Роща, Большой Речной проезд, Вуоксинская, Героев переулок, Дачная, Дачный переулок, Детский переулок, Добрая, Зелёная, Каштановый переулок, Кленовый проезд, Липовый проезд, Малиновая, Малый Речной проезд, Молодёжная, Моховая, Набережная, Ореховая, Подгорный проезд, Речная, Рыбацкий проезд, Садовый проезд, Светлая, Сиреневый переулок, Солнечная, Сосновая, Танкистов переулок, Тенистая, Центральная, Чудесная, Яблоневый проезд.